# Kněžice (Vrchlabí)
Kněžice (německy Schreibendorf) jsou osada, součást města Vrchlabí, konkrétně jeho části Hořejší Vrchlabí. Mají status základní sídelní jednotky. V roce 2021 čítaly 19 obyvatel a 15 domů.
Nacházejí se přibližně 2,5 kilometru severozápadně od centra Vrchlabí, v nadmořské výšce okolo 700 metrů nad mořem. Podle vsi je pojmenován Kněžický vrch, na jehož úbočí je stejnojmenný skiareál. Mezi kněžickými domy pramení potok Bělá, pravý přítok Labe.

## Historie
První zmínka o Kněžicích pochází z roku 1454. Ves patřila ve vrchlabském panství vždy mezi nejmenší, do poloviny 19. století měla vlastního rychtáře, poté byla v roce 1869 připojena k Hořejšímu Vrchlabí a s ním v roce 1950 k Vrchlabí. Před první světovou válkou čítaly Kněžice 95 obyvatel, osídlení bylo až do konce druhé světové války takřka výlučně německé.